# Бора Дрљача
Борислав Бора Дрљача (Доња Суваја, код Босанске Крупе, 29. август 1941 — Београд, 11. октобар 2020) био је српски фолк певач.

## Биографија
Борислав (Боро, Бора, Борисав) Дрљача рођен је у породици оца Бранко и мајке Стоје. Мајку су му убиле усташе током Другог светског рата, пре него што је навршио две године. Његов отац се касније оженио другом женом, након рата.
Бора је основну школу завршио у Суваји након чега је отишао код стрица у Бачку Тополу. Тамо је завршио средњу пољопривредну школу.
Након завршетка средње школе служио је војни рок и почео са певањем. Студирао је агрономију, коју је апсолвирао, али није дипломирао. Када је дошао у Београд почео је да пева у КУД Бранко Радичевић и Шпанац.
Сиромаштво је одредило његов пут јер га је мотивисало да постане неко и нешто у животу. Пријавио се на аудицију за Радио Београд коју је положио и убрзо је његова музичка каријера кренула узлазном путањом. Стекао је статус Истакнути уметник и добио је награду за животно дело.
Снимио је преко 50 носача звука на којима се налази око 400 песама. Продао је преко пет милиона плоча и касета. Наступао је по целом свету, а највише у Сједињеним Државама, Канади, Аустралији и западној Европи.
Био је велики навијач Партизана и често је ишао на фудбалске утакмице.

## Приватни живот
Из првог брака, са покојном супругом Верицом, има два сина — Владимира, који је магистрирао менаџмент у Паризу, и Матију, који је дипломирао менаџмент у култури и медијима у Београду. Бора је тешко поднео супругину смрт јер је у питању самоубиство. Верица је узела превише седатива и оставила је опроштајно писмо у коме никога није кривила за то што је урадила.
Живео је са партнерком Радомирком Сладић, све до њене смрти у децембру 2018. године. Упознали су се на његовом концерту 2007. године и од тада су били заједно.

## Смрт
Преминуо је 11. октобра 2020. у Београду, након дуге и тешке болести у 79. години живота. Сахрањен је 14. октобра на Новом бежанијском гробљу уз песму Нема раја без роднога краја.

## Дискографија
- 1967 – Не знам, млађан, где ћу пре
- 1968 – Врати се, јер срце те воли
- 1968 – Хајрудине, мили сине
- 1969 – Заувек поклон тај
- 1969 – За љубав твоју (сингл)
- 1969 – Усамљен лутам
- 1970 – Крив сам што те други воли/Љубав је радост највећа
- 1970 – Ти си све што желим
- 1971 – Све за љубав ја сам дао
- 1971 – Последња суза
- 1971 – Заборав, заборав
- 1972 – Музико, свирај, свирај
- 1972 – Ој, ора је, ора је
- 1973 – Пјесма живот враћа
- 1973 – Борислав Дрљача
- 1973 – Сарајево, дивно место
- 1974 – Од синоћ те чекам
- 1974 – Буди моје благо
- 1974 – За љубав твоју (ЛП)
- 1974 – Крајишници, гдје ћемо на прело (сингл)
- 1975 – Нас двоје смо срећни
- 1975 – Кад запјева група Крајишника
- 1975 – Нас двоје смо срећни
- 1975 – Поткозарко, дјевојко
- 1975 – Добар дан.../Кајаћеш се ако одеш
- 1975 – Крајишници, гдје ћемо на прело (ЛП)
- 1975 – Бора Дрљача и Ансамбл Тоше Елезовића
- 1976 – Слику твоју на грудима држим
- 1976 – Нит је касно, ни опасно
- 1976 – Будимо заједно, бићемо најјачи
- 1976 – Ти си све што желим
- 1977 – Тјерај, мала, стадо иза бријега/Нас два брата оба ратујемо
- 1977 – Све због жене што се лажно клела
- 1977 – Да л' ћу теби или ћеш ти мени
- 1978 – Ако љубав једном прође/Таква је љубав наша
- 1978 – Далеко смо ко север и југ
- 1978 – Пјевај ми, пјевај, соколе
- 1979 – Куме, изгоре ти кеса/У младости богатство сам хтео
- 1979 – Старе добре песме
- 1980 – Запјевајмо весело, Крајишници мили
- 1980 – Пријо моја, како ћемо
- 1980 – Боро Дрљача и Гордана Руњајић – Ајде, побро, да га запјевамо
- 1981 – Писмо ратном другу/Ти си сада туђа жена
- 1981 – Бора Дрљача
- 1982 – Југословен
- 1984 – Црно-бели, момци славни/Партизаново коло
- 1984 – Нас двоје веже љубав
- 1985 – Хитови
- 1985 – Човјек сам из народа
- 1986 – Пјевај, срце
- 1987 – Терај, мала, овце преко брега
- 1988 – Алал вера, мајсторе
- 1989 – Ко ће да те чува
- 1989 – Бора Дрљача (компилација)
- 1990 – Ко те узе, злато моје
- 1991 – Ја сам човек за тебе
- 1991 – Крајино, Крајино
- 1994 – Не дам Крајине
- 1995 – Нема раја без свог завичаја
- 1996 – Крајишник сам ја
- 1996 – Ћути Ђурђа – Највећи хитови
- 1998 – Сине, сине
- 1999 – Рача 2
- 2002 – Цар остаје цар
- 2004 – Бора Дрљача уживо
- 2004 – Стари вук
- 2006 – Уживо
- 2007 – Брбљивица
- 2010 – Идем даље, не одустајем
- 2014 – Бора Дрљача
- 2015 – Бањалуко, поздрави Крајину

## Фестивали
- 1969. Илиџа - Усамљен лутам
- 1970. Београдски сабор - Поздрављам те
- 1970. Илиџа - Љубав је радост највећа
- 1971. Београдски сабор - Све за љубав ја сам дао, прва награда стручног жирија
- 1971. Илиџа - Заборав, заборав
- 1972. Београдски сабор - Живјети се мора
- 1974. Београдски сабор - Од синоћ те чекам
- 1975. Хит парада - Поткозарко дјевојко
- 1975. Београдски сабор - Добар дан
- 1975. Југословенски фестивал Париз - Нас двоје смо срећни
- 1976. Хит парада - Слику твоју на грудима држим
- 1976. Београдски сабор - Нит' је касно нит' опасно
- 1977. Хит лета - Дал' ћу теби или ћеш ти мени
- 1978. Хит парада - Ако једном љубав прође
- 1978. Парада хитова - Далеко смо к'о  север и југ
- 1979. Хит парада - Куме, изгоре ти кеса
- 1980. Илиџа - Пријо моја како ћемо
- 1980. Хит парада - Запјевајмо весело
- 1981. Хит парада - Писмо ратном другу
- 1982. Хит парада - Косибашо
- 1983. Хит парада - Југословен
- 1984. Хит парада - Волио сам јако
- 1984. МЕСАМ - Хеј јарани, зора свиће
- 1985. Хит парада - Човек из народа
- 1987. Хит парада - Побјегла ми жена
- 1992. Хит парада - Теби је све опроштено
- 2001. Моравски бисери - Јао мала, шта нам радиш (дует са Ером Ојданићем)
- 2002. Моравски бисери - Све су жене за промене
- 2008. Моравски бисери - Супермени (дует са Ером Ојданићем)
- 2009. Моравски бисери - Грешила си у животу
- 2011. Лира, фестивал нове народне песме - Рођен за промене
- 2011. Моравски бисери - Ја сам тај
- 2013. Михољско лето, Шабац - Завичају, срећо отргнута
- 2014. Михољско лето, Шабац - Што ме ниси чекала још мало, награда за интерпретацију
- 2014. Моравски бисери - Нека теби буде добро, награда за интерпретацију
- 2015. Моравски бисери - Бања Луко поздрави Крајину
- 2016. Међународни фестивал народне музике, Фенап - Ти, само ти
- 2016. Михољско лето, Шабац - Једна љубав, једна кратка веза
- 2017. Моравски бисери - Старости се не бојим
- 2017. Михољско лето, Шабац - Стена ледена
- 2018. Михољско лето, Шабац - Пољуби ме још једном на крају